# Husejnovići
Husejnovići je naseljeno mjesto u sastavu općine Teočak, Federacija Bosne i Hercegovine, BiH.